# Vander Carioca
Vander dos Santos Ferreira, mais conhecido como Vander Carioca (Rio de Janeiro, 22 de junho de 1976), é ex um jogador de futsal brasileiro que atuava como pivô.

## Carreira
Iniciou sua trajetória no futsal jogando no CCIP de Pilares e depois foi para Social Ramos Clube. Jogou pelo Tio Sam, AE Tejusa, AD Wimpro, ADC GM/Chevrolet, Atlético Mineiro, Iate Kaiser, Rio Miécimo, Flamengo, Vasco da Gama, Playas de Castellón, Miró Martorell, Arzignano-Grifo, MFK Norilsk Nickel, MFK Tyumen, Petrópolis EC, Krona Futsal. Até o ano de 2018, era pivô do Corinthians.
Pela seleção brasileira, disputou a Copa América de Futsal de 1998, Copa América de Futsal de 1999, Copa do Mundo de Futsal de 2000 e Copa do Mundo de Futsal de 2004.

### Aposentadoria
No dia 17 de dezembro de 2018, Vander Carioca, através de suas redes sociais, anunciou sua aposentadoria, aos 42 anos.